# Sarcophaga citellivora
Sarcophaga citellivora är en tvåvingeart som beskrevs av Shewell 1950. Sarcophaga citellivora ingår i släktet Sarcophaga och familjen köttflugor. Inga underarter finns listade i Catalogue of Life.